# Joseph Valentine
Joseph Valentine (parfois crédité Joseph A. Valentine), ASC, est un directeur de la photographie américain d'ascendance italienne, né Giuseppe Valentino le 24 juillet 1900 à New York (État de New York), mort le 18 mai 1949 à Los Angeles — quartier de Cheviot Hills (Californie).

## Biographie
Né de parents immigrés italiens, il débute comme chef opérateur en 1924, sous le nom américanisé de Joseph Valentine (parfois avec l'initiale A intercalée), contribuant à plus de soixante-dix films américains — dont bon nombre au sein d'Universal Pictures —, le dernier sorti en 1949, année de sa mort.
Il travaille notamment aux côtés des réalisateurs Frank Borzage (ex. : L'Heure suprême en 1927, avec Janet Gaynor et Charles Farrell), Alfred Hitchcock (ex. : L'Ombre d'un doute en 1943, avec Joseph Cotten et Teresa Wright), ou encore Henry Koster (ex. : Trois jeunes filles à la page en 1936, avec Deanna Durbin et Ray Milland), entre autres.
En 1949, Joseph Valentine gagne l'Oscar de la meilleure photographie (partagé) pour Jeanne d'Arc de Victor Fleming (1948, avec Ingrid Bergman dans le rôle-titre) — il avait déjà eu trois nominations précédemment : voir la rubrique "Distinctions" ci-dessous —. Moins de deux mois après la cérémonie de remise de cet Oscar, il meurt prématurèment d'une crise cardiaque.

## Filmographie partielle
- 1924 : Curlytop de Maurice Elvey
- 1925 : The Scarlet Honeymoon d'Alan Hale
- 1927 : L'Heure suprême (7th Heaven) de Frank Borzage
- 1928 : Cadets glorieux (Prep and Pep) de David Butler
- 1929 : L'Affaire Burton (The Girl from Havana) de Benjamin Stoloff
- 1930 : Cheer Up and Smile de Sidney Lanfield
- 1933 : Jimmy and Sally de James Tinling
- 1933 : Virginité (What Price Innocence?)
- 1933 : Man Hunt d'Irving Cummings
- 1933 : Cris dans la nuit (Night of Terror) de Benjamin Stoloff
- 1934 : Student Tour de Charles Reisner
- 1934 : Three on a Honeymoon de James Tinling
- 1934 : Quelle veine ! (Call It Luck) de James Tinling
- 1934 : Wild Gold de George Marshall
- 1934 : A Woman's Man d'Edward Ludwig
- 1935 : Le Gai Mensonge (The Gay Deception) de William Wyler
- 1935 : Kidpnapping (Alias Mary Dow) de Kurt Neumann
- 1935 : Doubting Thomas de David Butler
- 1935 : Cocktails et Homicides (Remember Last Night ?) de James Whale

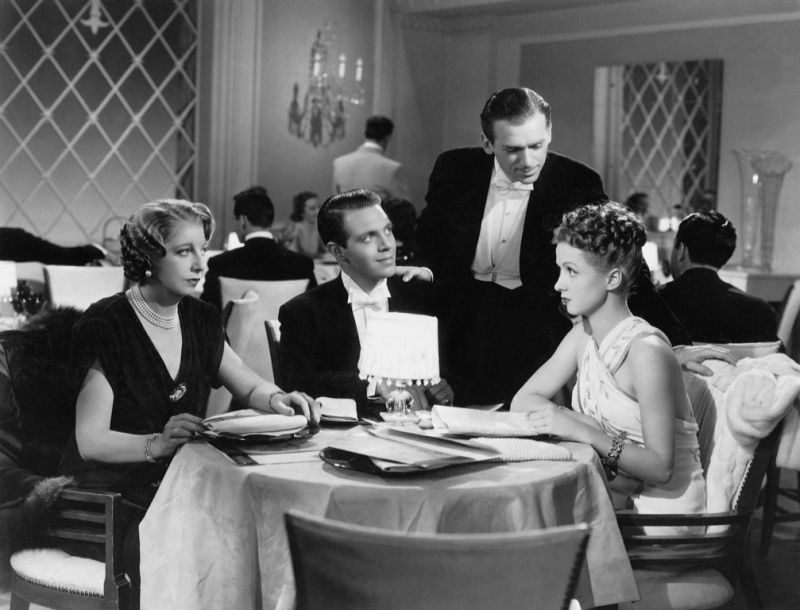
De g. à d. : Helen Broderick, Louis Hayward, Douglas Fairbanks Jr. et Danielle Darrieux, dans La Coqueluche de Paris (1938)

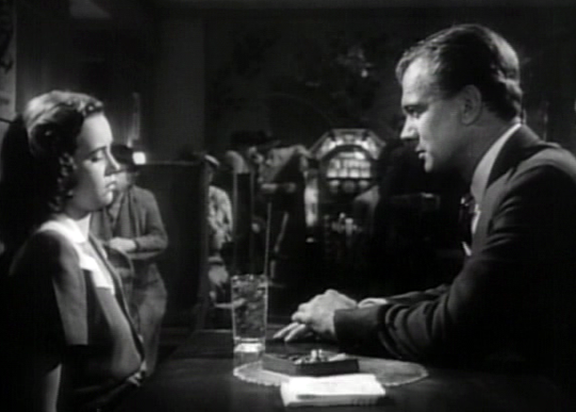
Teresa Wright et Joseph Cotten, dans L'Ombre d'un doute (1943)

- 1936 : Le Diable au corps (The Moon's Our Home) de William A. Seiter
- 1936 : Trois Jeunes Filles à la page (Three Smart Girls) d'Henry Koster
- 1936 : Épreuves (Next Time We Love) d'Edward H. Griffith
- 1936 : L'École des secrétaires (Two in the Crowd) d'Alfred E. Green
- 1937 : Deanna et ses boys (One Hundred Men and a Girl) d'Henry Koster
- 1937 : À l'est de Shanghaï (Wings Over Honolulu) de H. C. Potter
- 1938 : La Coqueluche de Paris (The Rage of Paris) d'Henry Koster
- 1938 : Cet âge ingrat (That Certain Age) d'Edward Ludwig
- 1938 : Délicieuse (Mad about Music) de Norman Taurog
- 1939 : Premier Amour (First Love) de Henry Koster
- 1939 : Les trois jeunes filles ont grandi (Three Smart Girls Grow Up) d'Henry Koster
- 1940 : Mon petit poussin chéri (My Little Chickadee) d'Edward F. Cline
- 1940 : Sur la piste des vigilants (Trail of the Vigilantes) d'Allan Dwan
- 1940 : La Douce Illusion (It's a Date) de William A. Seiter
- 1940 : Chanson d'avril (Spring Parade) d'Henry Koster
- 1941 : Histoire inachevée (Unfinished business) de Gregory La Cava
- 1941 : Deux Nigauds marins (In The Navy) d'Arthur Lubin
- 1941 : Deux Nigauds aviateurs (Keep 'Em Flying) d'Arthur Lubin
- 1941 : Rendez-vous d'amour (Appointment for Love) de William A. Seiter
- 1941 : Le Loup-garou (The Wolf Man) de George Waggner
- 1942 : Cinquième Colonne (Saboteur), d'Alfred Hitchcock
- 1942 : Le Fruit vert (Between Us Girls) d'Henry Koster
- 1943 : L'Ombre d'un doute (Shadow of a Doubt) d'Alfred Hitchcock
- 1945 : Désir de femme (Guest Wife) de Sam Wood
- 1946 : L'Impératrice magnifique (Magnificent Doll) de Frank Borzage
- 1946 : Un cœur à prendre (Heartbeat) de Sam Wood
- 1946 : Le Retour à l'amour (Lover Come Back) de William A. Seiter
- 1947 : La Possédée (Possessed) de Curtis Bernhardt
- 1948 : Demain viendra toujours (Tomorrow is Forever) d'Irving Pichel
- 1948 : La Corde (Rope) d'Alfred Hitchcock
- 1948 : Le Bar des illusions (The Time of Your Life) d'Henry C. Potter
- 1948 : L'Homme aux lunettes d'écaille (Sleep, My Love) de Douglas Sirk
- 1949 : Fiancée à vendre (Bride for Sale) de William D. Russell

## Distinctions

### Nominations
- Oscar de la meilleure photographie :
  - En 1938, pour À l'est de Shanghaï ;
  - En 1939, pour Délicieuse ;
  - Et en 1941, catégorie noir et blanc, pour Chanson d'avril.

### Récompense
- Oscar de la meilleure photographie :
  - En 1949, catégorie couleur, pour Jeanne d'Arc (partagé avec William V. Skall et Winton C. Hoch).